# Bambini di Auschwitz

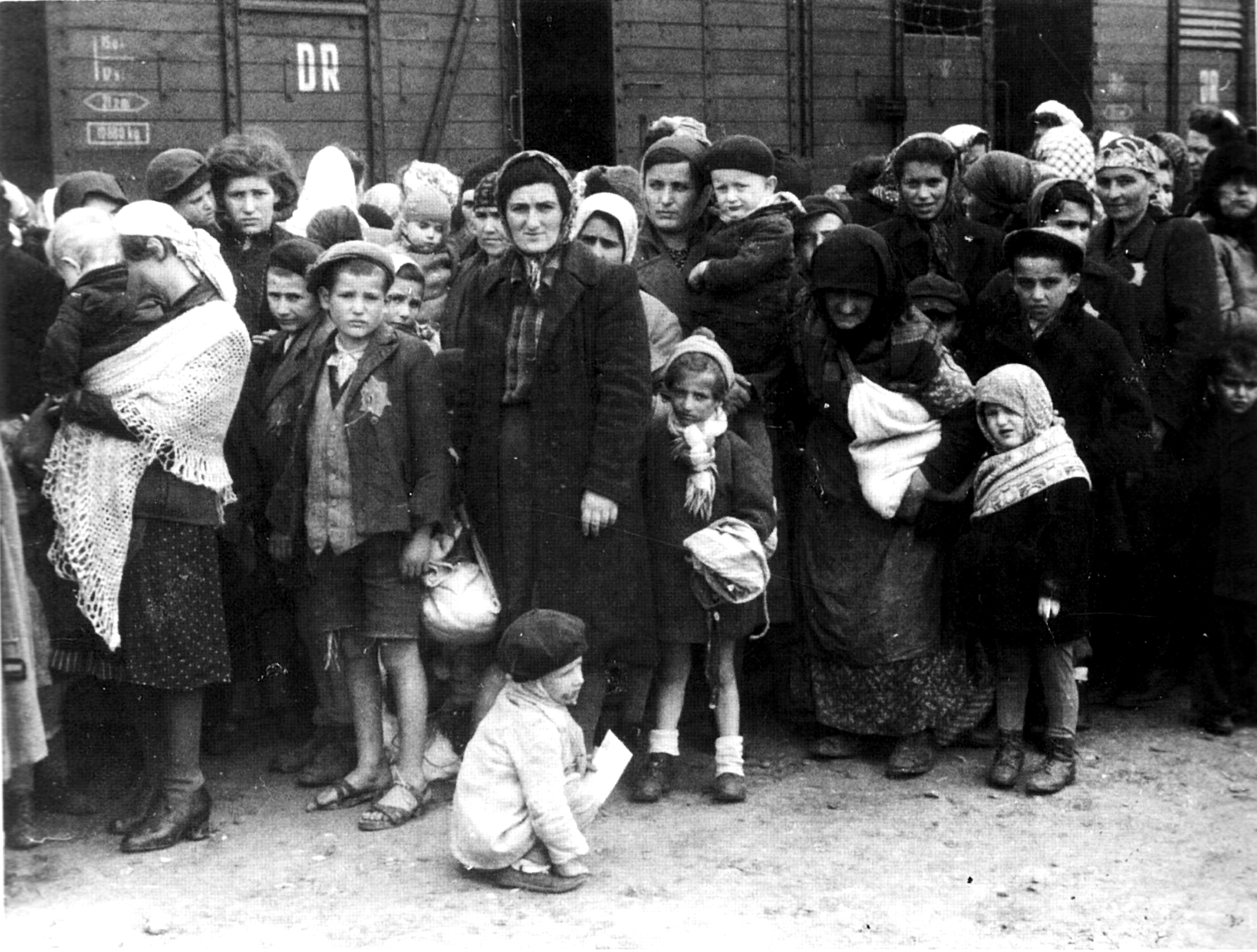
Gruppo di bambini ebrei ungheresi selezionati con le loro madri per le camere a gas, al loro arrivo a Auschwitz (dall'Auschwitz Album)

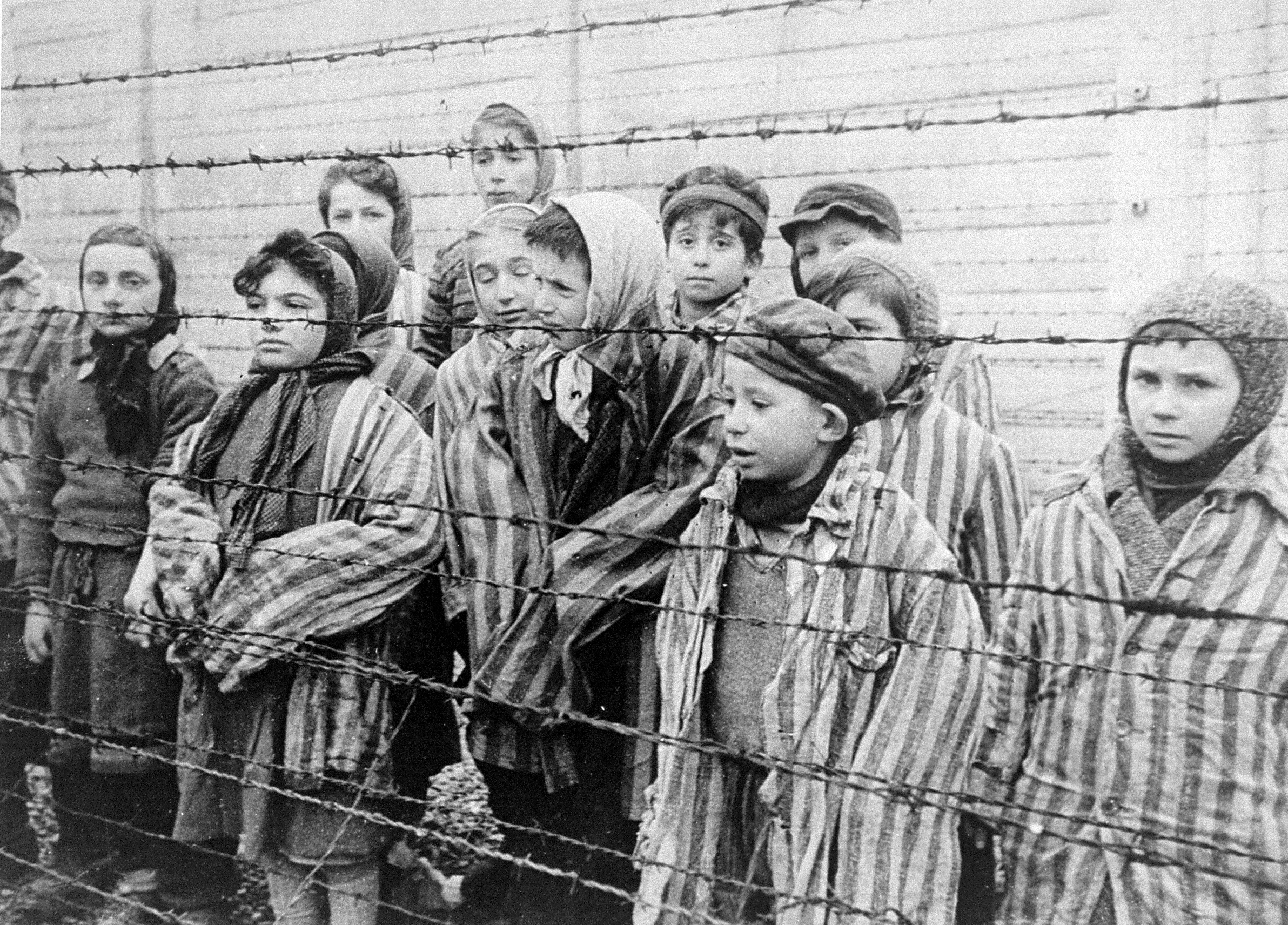
Bambini sopravvissuti ad Auschwitz

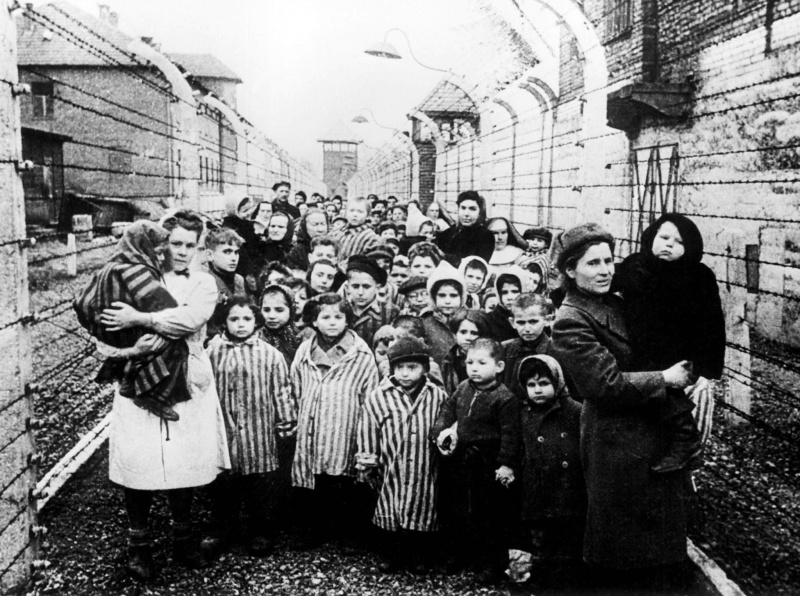
La liberazione del campo

I bambini di Auschwitz sono stati in circa 230.000 bambini e adolescenti (in maggioranza ebrei, ma anche rom, polacchi e slavi) che tra il 1940 e il 1944 furono prigionieri al campo di concentramento di Auschwitz (e nei suoi sottocampi). Quasi tutti perirono nelle camere a gas o di stenti e malattia. Al momento della liberazione del campo il 25 gennaio 1945 vi si contarono solo circa 700 bambini e adolescenti, di cui circa 200 erano i superstiti dei bambini selezionati da Josef Mengele per i suoi esperimenti medici. Anche aggiungendovi le centinaia di minori (soprattutto adolescenti) che sopravvissero al trasferimento in altri campi come forza lavoro o alle marce della morte con le quali nelle ultime settimane si cercarono di evacuare i prigionieri rimasti nel campo, il totale dei bambini e adolescenti sopravvissuti ad Auschwitz non rappresenta che un'infima frazione dei deportati.

## Statistiche
Il numero esatto dei bambini giunti ad Auschwitz è difficile da determinare se non per approssimazione. Secondo i dati ufficiali più aggiornati, circa 230.000 furono i minori di 18 anni tra le 1.300.000 persone deportate ad Auschwitz tra il 1940 e 1945. Tra questi più di 216.000, la maggioranza, furono ebrei e 11.000 rom; i rimanenti erano di nazionalità polacca, bielorussa, ucraina, russa o slava.
La maggioranza dei bambini ebrei e rom giunti ad Auschwitz furono condotti alle camere a gas, alcuni dopo essere stati solo temporaneamente alloggiati in campi per famiglie. Circa 6700 furono gli adolescenti selezionati come forza lavoro. Un gruppo di circa 3000 bambini (specialmente gemelli) furono selezionati tra il maggio 1943 e il gennaio 1945 come "cavie" per gli esperimenti medici di Josef Mengele.
Un numero imprecisato di minori furono trasferiti ad altri campi o inclusi nelle marce della morte con le quali si cercò di evacuare il campo nell'imminenza dell'arrivo delle truppe sovietiche. Tra di essi si conoscono solo poche centinaia di sopravvissuti. Al momento della liberazione circa 700 minori (500 di età inferiore ai 15 anni) erano presenti al campo. Oltre la metà di essi (451) erano ebrei.

## L'arrivo, la selezione, la vita e la morte al campo
Auschwitz era un campo di sterminio e di lavoro. La presenza di bambini non vi era ufficialmente contemplata. Dei 230.000 minori che vi giunsero, solo una piccola frazione sopravvissero. I bambini ebrei e rom furono condotti ad Auschwitz essenzialmente a morire; i minori di altra nazionalità principalmente come rappresaglia per motivi politici, i polacchi anche come parte dei programmi di pulizia etnica della regione di Zamosc. I bambini giungevano di norma con gli adulti. Ci furono però anche diversi trasporti speciali di soli bambini, come quelli dei bambini del ghetto di Bialistok che giunsero ad Auschwitz per esservi uccisi dopo una tappa di alcuni mesi a Terezin.
(1) Bambini ebrei. La quasi totalità dei circa 216.000 bambini ebrei giunti al campo finirono nelle camere a gas. Circa 6700 furono gli adolescenti che dimostrando più della loro età (o in periodi in cui c'era particolare bisogno di manodopera) superarono la selezione e furono assegnati al lavoro coatto. A partire dall'estate 1943 circa 3000 furono i bambini (specialmente gemelli) selezionati per gli esperimenti di Josef Mengele. Poche altre decine furono adibiti a mansioni particolari all'interno del campo. Tra il settembre 1943 e il luglio 1944 i bambini ebrei provenienti da Terezin furono temporaneamente assegnati al campo per le famiglie di Terezín a Auschwitz-Birkenau prima di perire quasi tutti nelle camere a gas con la liquidazione del campo. 
(2) Bambini rom. Gli 11.000 bambini e adolescenti rom (9.500 avevano meno di 15 anni) che giunsero al campo furono inizialmente assegnati al campo per le famiglie rom (operativo per 17 mesi, dal febbraio 1943 all'agosto 1944). Ad essi si aggiunsero 378 neonati che vennero alla luce in quei mesi. Nell'estate del 1943 il medico del campo, Josef Mengele fece costruire per i bambini rom un Kindergarden, ma solo per facilitare le sue analisi e sperimentazioni. Le condizioni igieniche del campo erano terribili. Moltissimi furono i bambini morti per malattia o direttamente soppressi con iniezioni di fenolo da Mengele il quale non forniva loro alcuna cura medica ma si limitava a studiare i progressi delle loro malattie per le sue ricerche. I bambini rimasti in vita perirono quasi tutti alla liquidazione del campo per le famiglie rom (tra il maggio e l'agosto 1944).
(3) Bambini polacchi. Gruppi di bambini polacchi giunsero al campo fin dal giugno 1940 come prigionieri politici o ostaggi o con l'accusa di vagabondaggio. Tra i 1300 deportati polacchi internati ad Auschwitz in conseguenza dei programmi di pulizia etnica nella regione di Zamosc vi erano almeno 150 bambini. Morirono quasi tutti: i bambini uccisi con un'iniezione di fenolo dopo aver trascorso alcune settimane nel campo maschile di Birkenau, le bambine per malattia o fame o con le madri nelle camere a gas. Almeno 1500 bambini polacchi giunsero al campo nell'agosto e settembre 1944 tra le 13.000 persone deportate da Varsavia dopo l'inizio della rivolta. Nel campo era imprigionati anche bambini catturati con l'accusa di contrabbando o per essersi sottratti al lavoro coatto; di regola il giudizio delle corti si concludeva per tutti con la condanna a morte. 
(4) Bambini russi. Più di un migliaio di bambini russi giunsero al campo tra il 1943 e il 1944, provenienti per la maggior parte dalle regioni della Bielorussia, catturati con le loro famiglie in operazioni di rastrellamento. Alcuni provenivano dai campi di Majdanek e Stutthof. La maggior parte di questi bambini morirono di stenti e malattia. Alcuni furono trasferiti nei campi per bambini di Potulice (vicino a Bydgoszcz) e Konstantynów (vicino a Łódź). Ad Auschwitz venivano imprigionati anche ragazzi russi fuggiti dal lavoro coatto in Germania.

## I bambini nati a Auschwitz
Il numero esatto di bambini che nacquero al campo non è conosciuto, perché di essi non fu tenuto il conto nell'anagrafe del campo. Secondo la testimonianza di Stanisława Leszczyńska, che lavorò come levatrice ad Auschwitz, furono 3.000 i bambini nati vivi, cui ella prestò personalmente assistenza. Di essi 1.500 furono soppressi dal personale del campo al momento della nascita. Altri 1.000 morirono di fame, freddo e malattia. Alcune centinaia, grazie alle loro caratteristiche somatiche, furono destinati ad essere adottati da coppie tedesche senza figli nell'ambito del Progetto Lebensborn. Solo una trentina di neonati sopravvissero insieme alle madri, fino alla liberazione del campo.
Ciò che si sa per certo è che fino alla metà del 1943, non fu permesso a nessun neonato di sopravvivere a Auschwitz; da quel momento in poi lo si permise ai non-ebrei, e agli ebrei e ai rom limitatamente ai campi per le famiglie. In questi casi i neonati furono registrati e ad essi fu assegnato (e tatuato) un numero (furono 378 nel campo per le famiglie rom). Tutti i bambini nati nei campi per famiglie fossero tuttavia soppressi con la liquidazione di quei campi, per gli altri le condizioni di vita resero quasi impossibile la sopravvivenza. Il risultato fu che, salvo le rarissime eccezioni di cui parla Stanisława Leszczyńska, quasi tutti i bambini che nacquero al campo perirono al campo.

## Gli adolescenti selezionati come adulti per il lavoro coatto
Circa 6700 adolescenti, spesso mentendo circa la loro età pur di scampare alle camere a gas, furono selezionati per il lavoro coatto. Specialmente nel 1944, a causa della penuria di mano d'opera, si selezionarono anche adolescenti di 13-14 anni per lavorare nella raffineria di Trzebinia o nelle miniere di carbone di Jawiszowice.
Nel momento in cui un adolescente era selezionato per il lavoro coatto era considerato a tutti gli effetti un "adulto": non godeva di alcun trattamento privilegiato ed era sottoposto alle stesse durissime condizioni di vita del resto dei prigionieri. Tra questi adolescenti vi furono anche alcuni italiani, come Enzo Camerino, Hanna Kugler Weiss, Ida Marcheria, Alberto Sed, Liliana Segre, e altri. Moltissimi furono quanti morirono per malattie o stenti o uccisi dalle guardie, dal duro lavoro, e infine dalle marce della morte. Alcuni ragazzi poterono contare nell'aiuto di qualche adulto o familiare, altri trovarono conforto in una solidarietà reciproca, come nel caso di Piero Terracina e Sami Modiano. Nella maggior parte dei casi essere selezionati per il lavoro coatto significò solo un breve prolungamento di vita.

## I bambini al campo
Ad Auschwitz vissero anche numerosi bambini, riconosciuti come tali. Lo fecero in circostanze del tutto eccezionali perché, inabili al lavoro degli adulti, furono utilizzati per mansioni particolari all'interno del campo. 

### (a) I bambini nei campi per le famiglie
Per qualche tempo furono operativi a Auschwitz-Birkenau dei campi per famiglie": il "campo per le famiglie rom" o Familienzigeunerlager (del febbraio 1943 all'agosto 1944) e il campo per le famiglie di Terezín o Theresienstädter Familienlager (dal settembre 1943 al luglio 1944). In questi campi i bambini furono risparmiati dalla selezione ed a loro fu concesso di vivere con i loro familiari. Nei due campi si allestirono anche delle speciali baracche dove i bambini potessero trascorrere la giornata. Per quanto ai bambini di età inferiore ai 14 anni non fosse richiesto il lavoro, le condizioni di vita in entrambi i campi erano tuttavia durissime. I bambini, al pari degli adulti, soffrirono per la fame, il freddo, la fatica, le malattie, la disciplina e la scarsa igiene. Il tasso di mortalità non era più basso che nel resto di Auschwitz (superando il 20%). Quando poi i due campi furono liquidati per i bambini superstiti, inclusi per quelli che vi erano nati, non ci fu scampo, eccetto che per quelli di loro che furono selezionati come adulti per il lavoro coatto o per altri compiti al campo. 

### (b) I bambini di Mengele
Circa 3000 bambini (in massima parte gemelli) furono selezionati da Josef Mengele come cavie umane per i suoi esperimenti pseudo-scientifici sulla "razza", cavie che potevano essere usate a suo piacimento senza alcuna limitazione ed essere sostituite altrettanto facilmente in caso di morte. All'inizio l'attenzione di Mengele si concentrò sui bambini rom, e quindi dopo la liquidazione del campo per le famiglie rom nell'estate 1944 sui bambini ebrei. Una speciale baracca (la numero 10) era loro riservata. I bambini erano trattati a tutti gli effetti non come esseri umani ma come "animali da laboratorio". Essi ricevevano buone razioni alimentari e le condizioni di vita nella baracca erano migliori che altrove. Ogni giorno però i bambini erano sottoposti ad esperimenti, spesso con esito mortale, e soppressi senza alcuna esitazione per studiarne i risultati dell'autopsia e quando essi non fossero ritenuti più utili da vivi alle finalità di ricerca.

### (c) Mascotte e portaordini
Numerosi bambini furono risparmiati al momento del loro arrivo sui treni dei deportati per servire come attendenti personali agli ordini diretti di qualche kapò. La presenza di questi bambini era riconosciuta e tollerata dalle autorità del campo. La loro sopravvivenza dipendeva esclusivamente dall'individuo cui erano sottoposti, il quale aveva su di loro potere di vita e di morte. Erano quindi esposti ad ogni sorta di abuso nelle mani dei loro "protettori". Fu il caso di Beni Virtzberg, Michal Kraus o Thomas Buergenthal, scelti per la loro conoscenza del tedesco a lavorare come portaordini per i militari SS, o di Hellmuth Szprycer che per il suo talento vocale fu impiegato nell'orchestra del campo. Alcuni bambini più fortunati poterono contare sull'aiuto di altri prigionieri, come Luigi Ferri che al campo fu "adottato" come figlio dall'ebreo Otto Wolken, il quale per la sua funzione di medico e il suo status di politico godeva di un qualche potere discrezionale all'interno dell'infermeria del campo.

### (d) Squadre di lavoro (i "Birkenau Boys" e i "Kovno Boys")
Si conoscono almeno due casi in cui gruppi di bambini furono selezionati come squadre di lavoro e vissero all'interno del campo in speciali baracche. A loro erano affidati compiti di routine e di collegamento tra le varie sezioni del campo, come la raccolta giornaliera dei morti nelle varie baracche effettuata su speciali carretti. Il primo gruppo di cui si ha notizia fu quello di circa 90 ragazzi formato da Mengele ai primi di luglio 1944 al momento della liquidazione del Campo per le famiglie di Terezín a Auschwitz-Birkenau. Ospitati nel Campo D, essi sono oggi conosciuti come i Birkenau Boys. Un secondo gruppo di circa 130 ragazzi giunse ad Auschwitz il primo agosto dello stesso anno provenienti dal ghetto di Kovno. Ospitati inizialmente nel campo A, i "Kovno Boys" furono poi progressivamente ridotti a meno della metà da una serie di selezioni nel settembre ed aggregati ai "Birkenau Boys" nel campo D. Con l'evacuazione del campo nel gennaio 1945, i ragazzi del campo D furono trasferiti con marce della morte verso altri campi (come Buchenwald, Terezin, Gunskirchen), dove i sopravvissuti trovano alfine la liberazione. L'appartenenza a gruppi coesi e solidali aiutò alla sopravvivenza di almeno 42 dei "Birkenau Boys" e di almeno 38 dei "Kovno Boys".

### (e) La scuola per muratori
Dal settembre 1942 fu operante al campo principale di Auschwitz (nell'attico del blocco 7a) una "scuola per muratori" (Maurerschule). Per le continue esigenze di manutenzione e di sviluppo del campo, c'era penuria e quindi grande bisogno di muratori specializzati. Di conseguenza uno degli ufficiali delle SS, Franz Xawery Maier, suggerì di avviare una vera e propria scuola professionale, dove agli adolescenti presenti nel campo potesse essere insegnato il mestiere di muratore. Tra i prigionieri non mancavano persone altamente qualificate e di esperienza da poter essere impiegate come insegnanti. Come in una qualsiasi scuola professionale ai ragazzi venivano impartite lezioni pratiche e teoriche, di tecnica di costruzione edile, conoscenza dei materiale, matematica, geometria e tedesco. Gli studenti erano ebrei o zingari di età compresa per lo più tra i 16 e i 18 anni, ma alle lezioni furono ammessi anche molti ragazzi più giovani inabili al lavoro (13-15 anni), che così furono sottratti alle camere a gas. Svariate centinaia di adolescenti frequentarono la scuola, tra di essi anche Thomas Geve che ne offre un'accurata descrizione nelle sue memorie. Nei registri della scuola erano dettagliatamente riportati per ciascun allievo i dati personali, la data di ammissione e le presenze, il completamento degli studi e la destinazione finale. Come parte del loro curriculum, e permanentemente al termine del corso, gli studenti erano inseriti nei kommando operai. Come muratori o assistenti muratori specializzati furono impiegati alla costruzione di baracche o blocchi residenziali, di una nuova lavanderia, di rifugi antiaerei per gli ufficiali delle SS, di un'unità di produzione di patate, di una centrale termica, di serbatoi antincendio, e anche delle camere a gas e dei forni crematori.

## L'evacuazione del campo e la liberazione
Per molti minori ritenuti abili al lavoro (come Thomas Geve, Imre Kertész, o Alberto Sed) Auschwitz fu un campo di transito verso altri campi di lavoro. Nell'imminenza poi dell'arrivo delle truppe sovietiche, i nazisti cercarono di liquidare il campo e di evacuare i prigionieri. Moltissimi dei bambini e adolescenti presenti (inclusi Elie Wiesel, Beni Virtzberg, Thomas Buergenthal, Liliana Segre e Arianna Szörényi) furono inseriti nelle marce della morte. I pochi che sopravvissero saranno liberati negli altri campi dove giunsero (Buchenwald, Terezin, ecc.), spesso in condizioni fisiche disperate. 
Al campo rimasero circa 700 bambini, di cui circa 200 erano i superstiti tra i Bambini di Mengele. Più della metà di essi (451) erano ebrei. Tra coloro presenti al momento della liberazione erano Simone Veil, Eva Schloss, Andra e Tatiana Bucci, Hanna Kugler Weiss, Luigi Ferri, Ida Marcheria, Sami Modiano e Piero Terracina. Tutti i bambini presentavano condizioni più o meno gravi di malnutrizione e malattia. Per alcuni fu troppo tardi per salvarli, altri ebbero bisogno di lunghi periodi di degenza in ospedale per riprendersi. Tutti soffrirono danni permanenti di natura fisica e/o psicologica.

## Vittime e superstiti

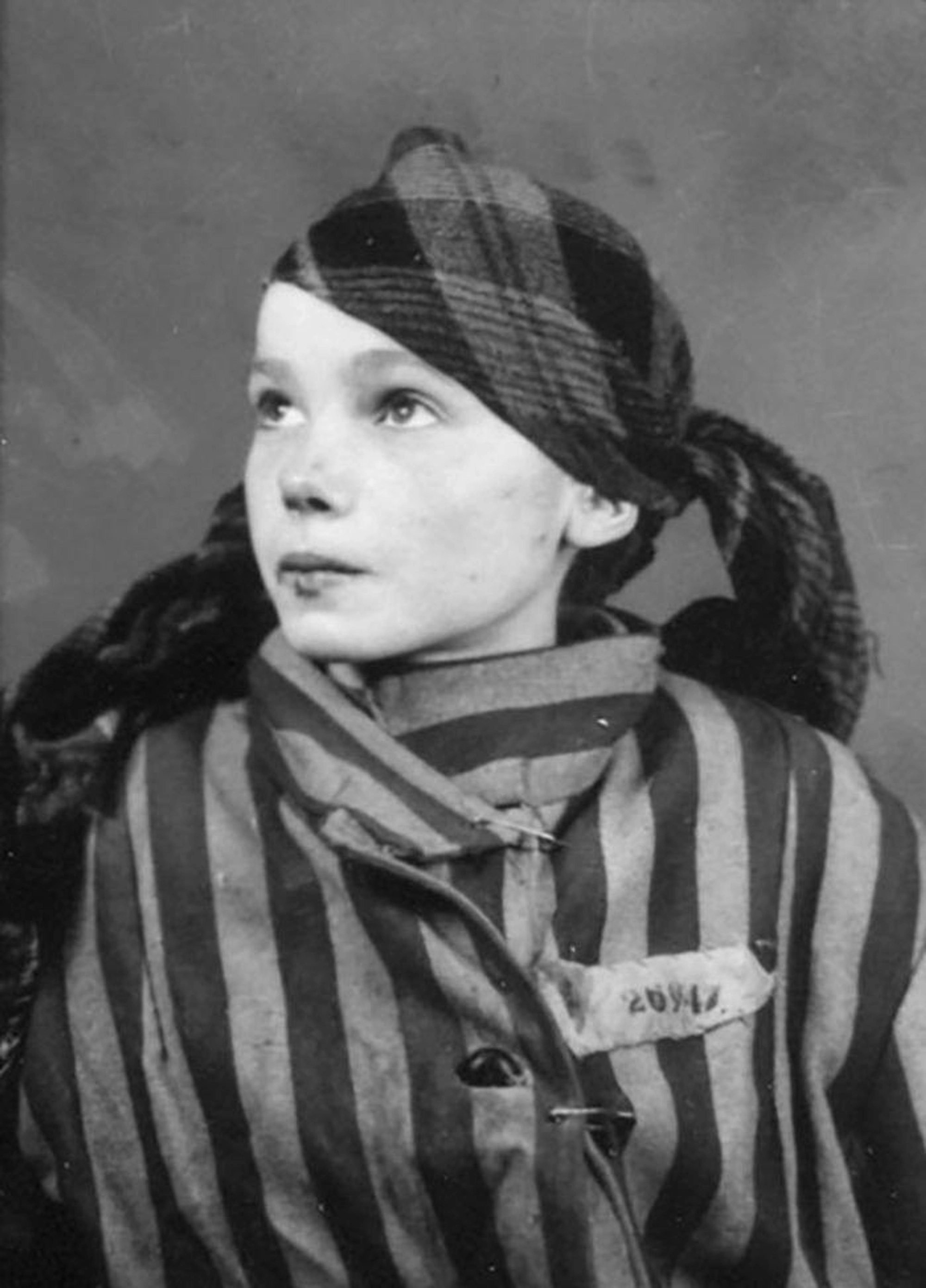
Kwoka Czeslawa, ragazzina polacca morta ad Auschwitz

Associazioni ebraiche e istituti di ricerca (come Yad Vashem a Gerusalemme o lo United States Holocaust Memorial Museum a Washington, e in Italia il Centro di documentazione ebraica contemporanea) hanno fatto enormi sforzi per dare un nome e un volto a tutti i bambini di Auschwitz e preservarne la memoria individuale, oltre che la storia collettiva. I loro nomi (anche di quelli italiani) sono oggi reperibili in numerose pubblicazioni.
I casi di alcuni bambini e adolescenti sono diventati familiari all'opinione pubblica o sono ritenuti di particolare interesse per la ricerca scientifica a causa dell'eccezionalità di alcune vicende individuali all'epoca dell'Olocausto (ad esempio, in quanto autori di diari o perché soggetti a particolari esperienze) o per quello che essi sono diventati da adulti (nella loro carriera professionale o come autori di importanti libri di memorie o per il loro impegno pubblico come testimoni). Tra i più famosi bambini di Auschwitz ci sono Thomas Buergenthal (che sarà giudice alla Corte internazionale di giustizia) e i premi Nobel Elie Wiesel e Imre Kertész. 

### Vittime
- Czesława Kwoka (1928-1943). Ragazzina polacca deportata ad Auschwitz in conseguenza dei programmi di pulizia etnica della regione di Zamosc. Tre celebri foto di Wilhelm Brasse (oggi permanentemente esposte al museo di Auschwitz) la ritraggono al suo arrivo al campo il 13 dicembre 1942. Muore di stenti ad Auschwitz il 12 marzo 1943.
- Sergio De Simone (1937-1945). Deportato a Auschwitz fu selezionato insieme ad altri diciannove bambini di varia nazionalità per esperimenti medici sulla tubercolosi e quindi ucciso nei sotterranei della scuola amburghese di Bullenhuser Damm.
- Anna Frank (1929-1945). Uno dei nomi e dei volti più noti dell'Olocausto. Autrice di un celeberrimo diario pubblicato nell'immediato dopoguerra e tradotto in numerose lingue. Deportata a Auschwitz. Morta nel campo di concentramento di Bergen-Belsen.
- Petr Ginz (1928-1944). Autore di racconti e disegni. Deportato ad Auschwitz dal campo di concentramento di Terezín, dove era stato fondatore ed editore del settimanale Vedem. Muore nelle camere a gas di Birkenau.
- Hanuš Hachenburg (1929-1944). Autore di opere poetiche e letterarie a Terezín. Deportato nel dicembre 1943 nel campo per le famiglie di Terezín a Auschwitz-Birkenau, morirà nelle camere a gas il 19 luglio 1944.
- Settela Steinbach (1934-1944). Ragazza olandese di etnia sinti, divenuta simbolo del genocidio dei gitani.
- Honza Treichlinger (1929-1944). Cantante e attore, protagonista dell'opera Brundibar a Terezin. Morto ad Auschwitz.

### Sopravvissuti
- Cecoslovacchia -- Thomas Buergenthal (b.1934); Michal Kraus (n.1930); Arnošt Lustig (1926-2011); Felix Weinberg (1928-2012)
- Francia -- Simone Veil (1927-2017)
- Germania -- Thomas Geve (b.1929) / Beni Virtzberg (b.1928).
- Italia (e Rodi) -- Andra Bucci (b.1939) / Tatiana Bucci  (b.1937) / Enzo Camerino (1928-2014) / Luigi Ferri (1932-...) / Hanna Kugler Weiss (b.1928) / Ida Marcheria (1929-2011) / Sami Modiano (b.1930) / Alberto Sed (b.1928) / Liliana Segre (b.1930) / Arianna Szörényi (b.1933) / Piero Terracina (1928-2019).
- Paesi Bassi -- Gerhard Durlacher (1928-1996) / Eva Schloss (b.1929).
- Polonia -- Jack Tramiel (1928-2012).
- Romania -- Elie Wiesel (1928-2016).
- Ungheria -- Edith Bruck (1931) / Imre Kertész (1929-2016) / Nicholas Nagy-Talavera (1929-2000).

### Testimonianze da Auschwitz
- Marta Ascoli, Auschwitz è di tutti. Trieste: Lint, 1998. Rist. MIlano: Rizzoli, 2011.
- Edith Bruck, Chi ti ama così. Milano: Lerici, 1959. Rist. Venezia: Marsilio 1974, 2015.
- Andra e Tatiana Bucci, Meglio non sapere. Memorie raccolte da Titti Marrone. Roma-Bari: Laterza, 2003.
- Thomas Buergenthal, Ein Glückskind. Bonn: BpB, 2007.
- Gerhard Durlacher, The Search: The Birkenau Boys, tr. Susan Massotty, London & New York: Serpent's Tail, 1998.
- Imre Kertész, Essere senza destino (trad. di Barbara Griffini). Milano: Feltrinelli, 1999.
- Hanna Kugler Weiss, Racconta! Fiume, Birkenau, Israele. Firenze: Giuntina, 2006
- Sami Modiano, Per questo ho vissuto. Milano: Rizzoli, 2013
- Alberto Sed, Sono stato un numero. Memorie raccolte da Roberto Riccardi. Firenze: Giuntina, 2009.
- Liliana Segre, Sopravvissuta ad Auschwitz. Memorie raccolte da Emanuela Zuccalà. Milano: Paoline Editoriale Libri, 2005.
- Arianna Szörényi, Una bambina ad Auschwitz (a cura di Mario Bernardi). Milano: Mursia, 2014
- Beni Virtzberg, Milayl Habedolah Ve'ad Laylot Hakrav (From Kristallnacht to the Nights of Battle). Jerusalem: Masada Press, 1967
- Elie Wiesel, La notte (trad. di Daniel Vogelmann). Firenze: Giuntina, 1980.

## Film riguardanti i bambini di Auschwitz
- Fateless, regia di Lajos Koltai (2005)
- Forgiving Dr. Mengele, regia di Bob Hercules e Cheri Pugh (2006) <documentario>
- La stella di Andra e Tati, cartoon, regia di Rosalba Vitellaro e Alessandro Belli (2018)
- Kinderblock - L'ultimo inganno, docufilm di Marcello Pezzetti, regia di Ruggero Gabbai, (2022)